# アウグスト・ランドメッサー

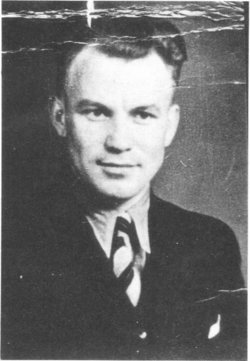

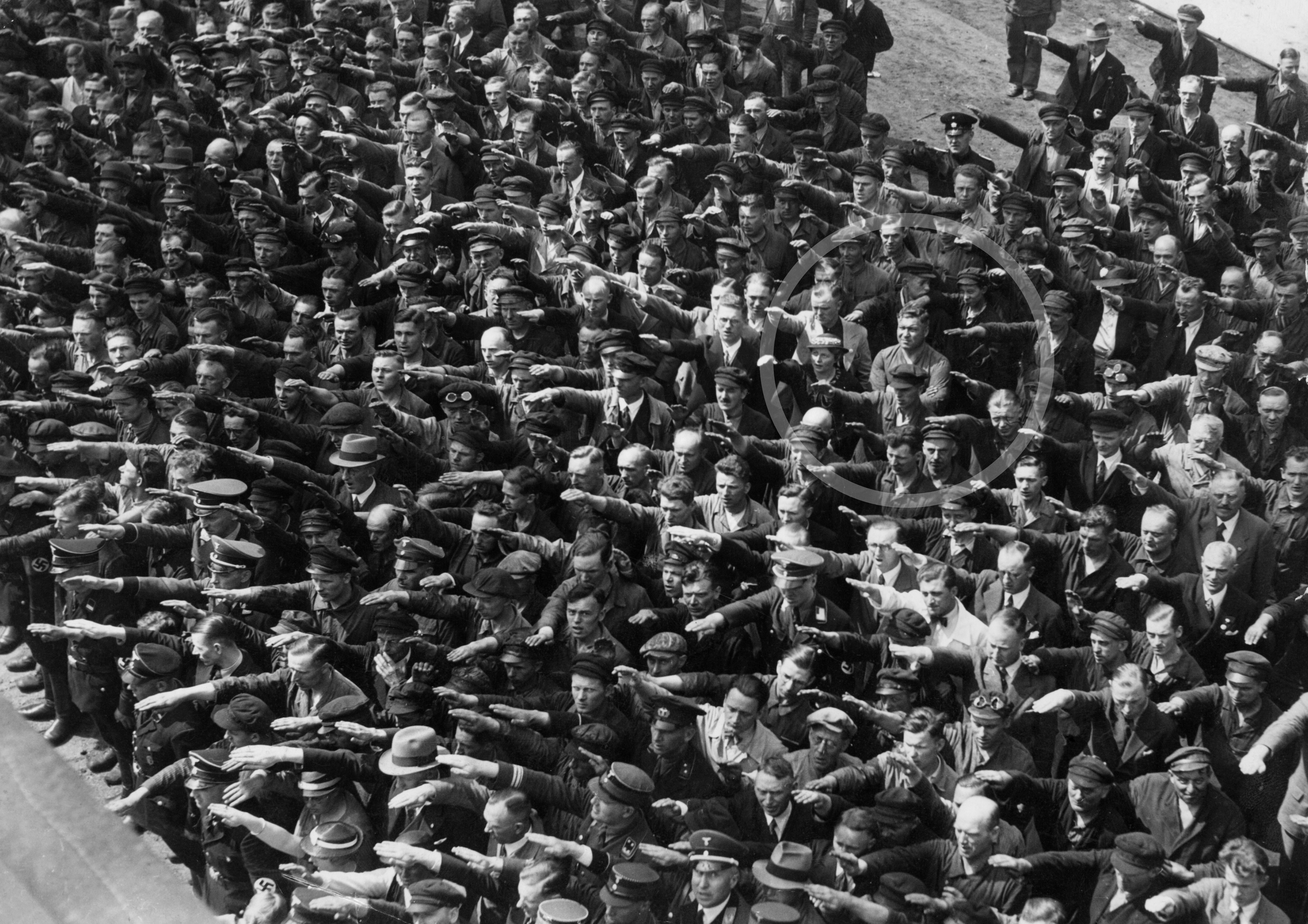
一人ナチス式敬礼をしないアウグスト・ランドメッサーの写真

アウグスト・フリードリヒ・ランドメッサー（August Friedrich Landmesser、1910年5月24日 - 推定死亡年月日1944年10月17日、死亡認定1949年）は、ドイツ、ハンブルクの造船会社ブローム・ウント・フォス社に勤めていた労働者。1936年6月13日、ドイツ海軍の練習艦ホルスト・ヴェッセルの進水式において、ただ一人ナチス式敬礼を行わなかった写真で知られる。

## 生涯
アウグスト・ランドメッサーは、1910年5月24日アウグスト・フランツ・ランドメッサー、ヴィルヘルミーネ・マグダレーナ（旧姓シュミットポット）夫妻の一子としてハンブルク近郊のピンネブルク、モールレーゲ地区に生まれた。1931年職を得ることを目的にナチス党に入党する。1935年イルマ・エクラーと結婚するが、イルマはユダヤ人であった。この結婚によりナチス党を除名される。二人はハンブルクで結婚登録をするが、それを妨げるかのように1ヵ月後の1935年9月15日、ニュルンベルク法（ニュルンベルク法のうち、ユダヤ人と「ドイツ人」の婚姻を禁止した「ドイツ人の血と名誉を守るための法律」）が制定された。1935年10月29日、二人の間に長女イングリットが誕生する。
現在、ナチス式敬礼を一人拒否していることで有名になった写真は、1936年6月13日に撮影されたものである。
1937年ランドメッサーとイルマは、デンマークに亡命しようとしたが失敗し、逮捕された。このとき、イルマは妊娠していた。ランドメッサーは1937年7月 人種恥辱罪（ラッセンシャンデ）で起訴された。裁判ではランドメッサーとイルマはイルマが「完全ユダヤ人」であることを知らなかったと主張した。1938年5月27日、裁判は結審し証拠不十分で無罪判決が下りた。しかしこの裁判では判決と同時に今後、二人が関係を維持すれば再犯ということになり複数年の懲役となることを警告した。ランドメッサーとイルマは同居を続けたが、1938年7月15日、当局に逮捕されベルゲルモール収容所（エムスラント収容所）に2年半収容された。
イルマはゲシュタポに逮捕され、ハンブルクの北、フールスビュッテルの刑務所に収監された。彼女はここで次女イレーネを出産している。その後、彼女は女囚用のオラニエンブルク強制収容所、リヒテンブルク強制収容所を経てラーフェンスブリュック強制収容所に収容された。二人の娘は市立孤児院に入る。その後、上のイングリットは祖母に引き取られ、イレーネは1941年に孤児院から養女として引き取られた。戦後の1953年に祖母が亡くなった後は、イングリットも養女に出された。1942年には収容所からイルマは娘に対して手紙を送っている。1942年2月、イルマはベルンブルク安楽死センターに送られた。このセンターは戦後の調査で約1万4000人を殺害したことが判明しているが、イルマもその犠牲者の一人であり、彼女の死は法的には1942年4月28日と認定されている。
一方、ランドメッサーは1941年1月19日に釈放された。釈放後、運送会社に入る。この会社はヴァーネミュンデのハインケル＝ヴェルケ工場の下請けであった。1944年2月、徴兵され第999懲罰師団執行猶予大隊に配属される。ランドメッサーは戦闘中行方不明となった。1944年10月17日のクロアチアペリェシャツ半島のストン近郊における戦闘で戦死したと推定されている。イルマ同様に1949年に死亡が法的に認定された。
1951年夏、アウグスト・ランドメッサーとイルマ・エクラーの結婚は、ハンブルク上院により遡って承認された。そして長女イングリットは、その年の秋にランドメッサー姓に改姓した。次女イレーネは母の姓であるエクラーを名乗っている。

## 次女イレーネ・エクラーの著述
1996年イレーネ・エクラーは、『保護法 1935年から1958年まで 「人種恥辱」による家族の追及』（Die Vormundschaftsakte 1935–1958 : Verfolgung einer Familie wegen "Rassenschande"、英語:The Guardianship Act 1935–1958: Persecution of a Family for "Dishonoring the Race"）を出版した。このランドメッサー一家を描いた本は実際に母イルマによって書かれた手紙を始めとする当時の膨大な文書や記録を題材にして書かれた。

## ランドメッサーの写真
上述のナチス式敬礼を拒否しているアウグスト・ランドメッサーの写真は、1991年3月22日付け「ディー・ツァイト」紙に掲載された。この人物が本当にアウグスト・ランドメッサーであるかは確定が難しい。しかし次女のイレーネ・エクラーが写真の人物を父ランドメッサーであると主張したことから、米ワシントン・ポストやフランスの週刊誌「レクスプレス」などで取り上げられ、人々に知られるようになっていった。